# Peltis ferruginea
Peltis ferruginea là một loài bọ cánh cứng trong họ Trogossitidae. Loài này được Linnaeus miêu tả khoa học năm 1758.

## Hình ảnh

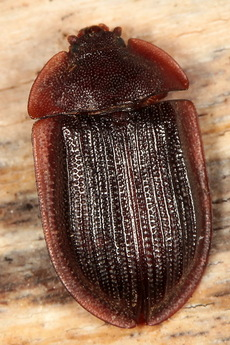
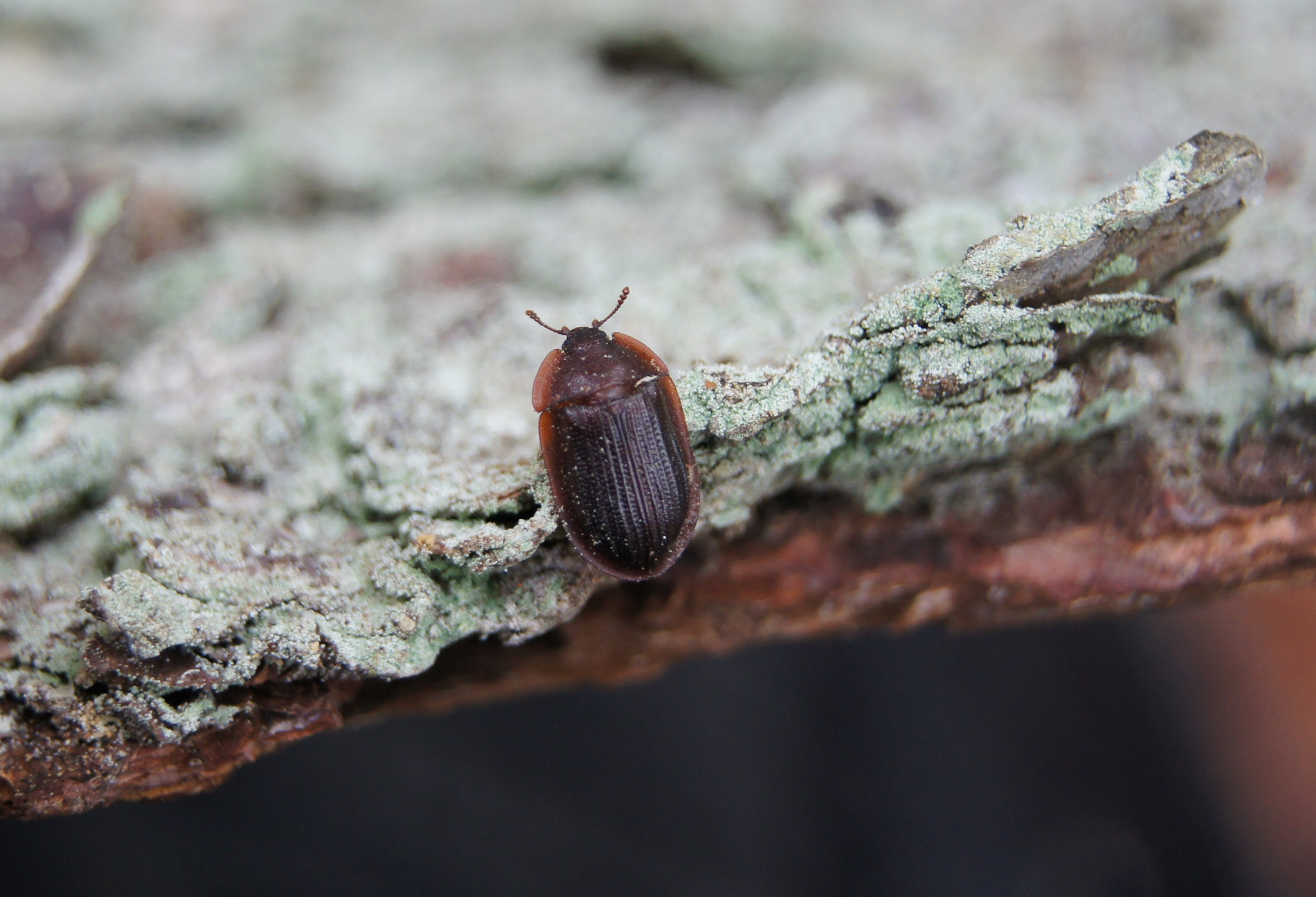
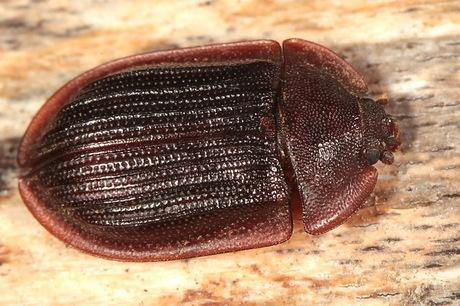